# Adam Ziemianin

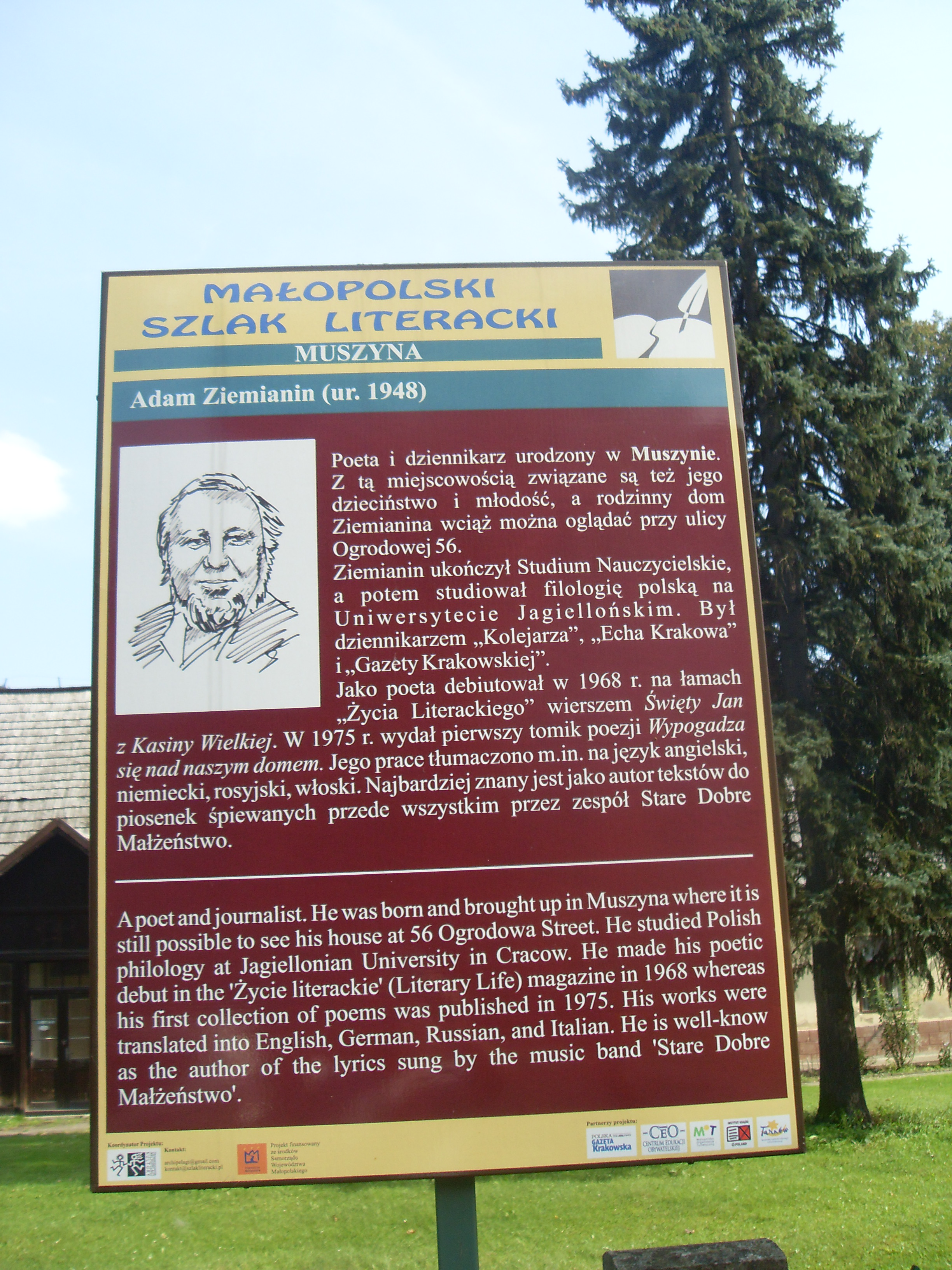
Tablica ku czci Adama Ziemianina w Muszynie

Adam Ziemianin (ur. 12 maja 1948 w Muszynie) – polski dziennikarz, poeta i autor tekstów.

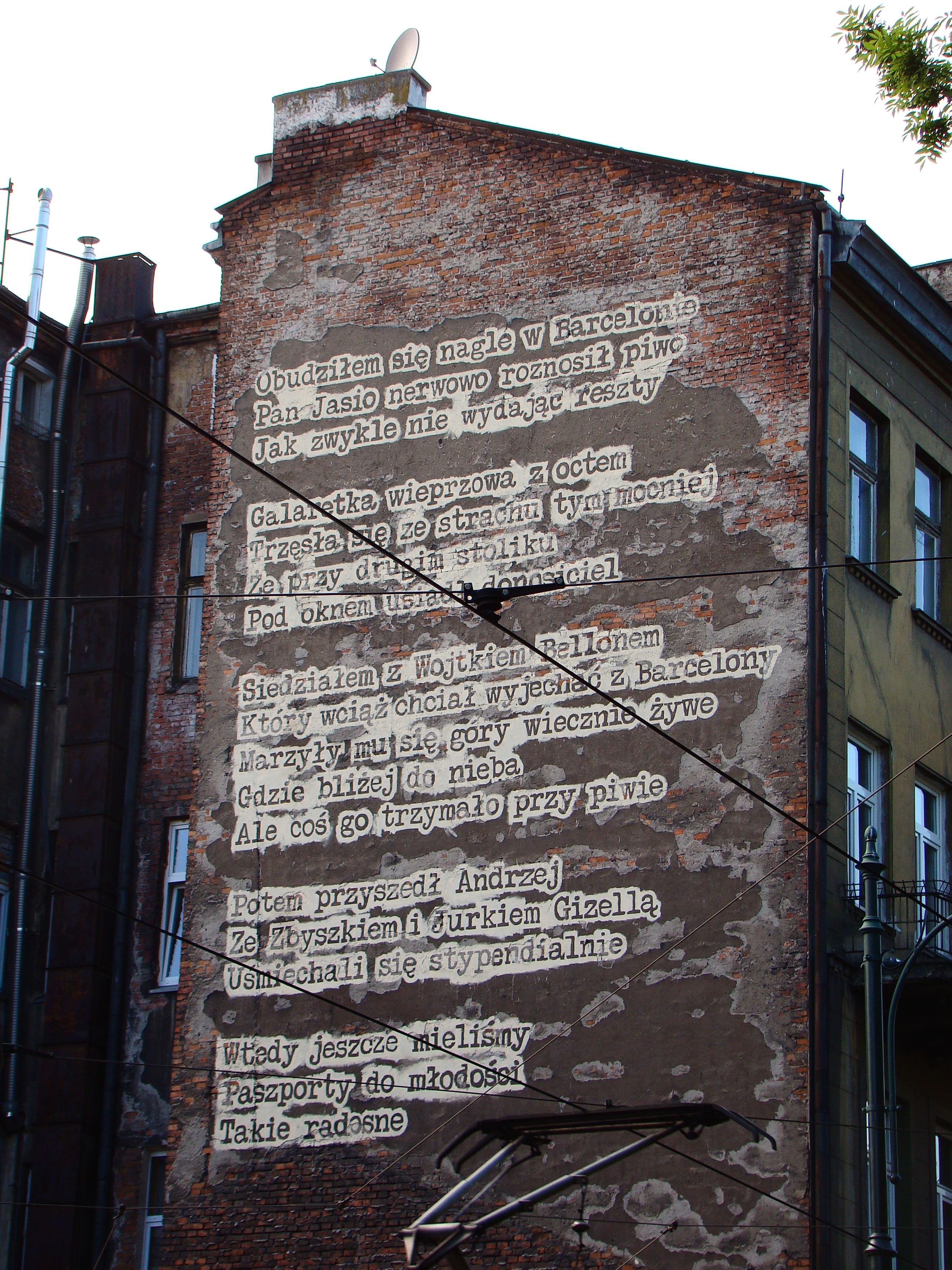
Mural autorstwa Bartolomeo Koczenasza z wierszem Adama Ziemianina pt. Barcelona na ścianie budynku u zbiegu ulic Floriana Straszewskiego i Józefa Piłsudskiego, Kraków, fot. 2013 r.

## Życiorys
Ukończył Studium Nauczycielskie, studiował filologię polską na UJ, ale studiów nie ukończył. W 1977 rozpoczął pracę jako dziennikarz w piśmie Kolejarz, następnie pisał dla gazety Echo Krakowa (do 1997). Był dziennikarzem Gazety Krakowskiej. Znany jest jako autor tekstów do piosenek śpiewanych przede wszystkim przez: Stare Dobre Małżeństwo i Krzysztofa Myszkowskiego. Sporadycznie po twórczość Ziemianina sięgali: Elżbieta Adamiak, Jacek Wójcicki, Wolna Grupa Bukowina, Rafał Nosal. W 2012 po poezję Adama Ziemianina sięgnął Marek Andrzejewski z zespołu "Federacja" i do czterech jego wierszy napisał muzykę oraz umieścił na swojej solowej płycie „Elektryczny sweter”. W latach 2012–2017 zespół U Studni nagrał trzy płyty, na których znalazły się 34 kompozycje Darka Czarnego do wierszy Adama Ziemianina.
Jego poezję rozpropagowały przede wszystkim liryczne utwory skomponowane i śpiewane przez Krzysztofa Myszkowskiego (SDM).
Debiutował w 1968 na łamach Życia Literackiego wierszem „Święty Jan z Kasiny Wielkiej”. W pierwszej połowie lat 70. związany był z grupą poetycką Tylicz. W 1975 wydano pierwszym tomik Adama Ziemianina pt. "Wypogadza się nad naszym domem". Przez Ryszarda Matuszewskiego został uznany za jeden z najciekawszych debiutów tego roku. Prace Adama Ziemianina tłumaczono m.in. na język angielski, niemiecki, rosyjski, włoski.
Jest laureatem Łódzkich Wiosen Poetyckich, konkursu im. Jana Śpiewaka. W lutym 2006 za tom poezji Makatki, a w kwietniu 2013 za wspomnieniową powieść Z nogi na nogę otrzymał Nagrodę Krakowska Książka Miesiąca przyznawaną przez Śródmiejski Ośrodek Kultury w Krakowie. W 2017 za tom poezji Zakamarki został nominowany do Orfeusza – Nagrody Poetyckiej im. K.I. Gałczyńskiego. Rok później uhonorowany został tytułem „Sądecki Autor 2017” w Konkursie im. ks. prof. Bolesława Kumora. W 2024 nominowany Orfeusza – Nagrody Poetyckiej im. K.I. Gałczyńskiego za tom Krzątanie.

## Twórczość
- „Wypogadza się nad naszym domem” (1975)
- „Pod jednym dachem” (1977)
- „Nasz słony rachunek” (1980)
- „W kącie przedziału” (1982)
- „Makatka z płonącego domu" (1985)
- „Wiersze dla Marii” (1985)
- „Zdrowaś Matko – łaski pełna" (1987)
- „Dwoje na balkonie” (1989)
- „Boski wieczorny młyn” (1990)
- „List do zielonej ścieżki” (1993)
- „Dom okoliczności łagodzących” (1995)
- „Ulica Ogrodowa” (1996)
- „Nosi mnie” (1997)
- „A Weaver From Radziszów” (1997)
- „Plac Wolności” (1999)
- „Gościniec” (1999)
- „Na głowie staję” (2002)
- „Modlitwy mojego wieku” (2004)
- „Notesik amerykański” (2004)
- „Makatki” (2005)
- „Dzikie zapałki” (2007)
- „Przymierzanie peruki” (2007)
- „Co za szczęście!” (2008)
- „Chory na studnię” (2008)
- „Z nogi na nogę” (2013)
- „Zakamarki” (2016)